# 師戸川

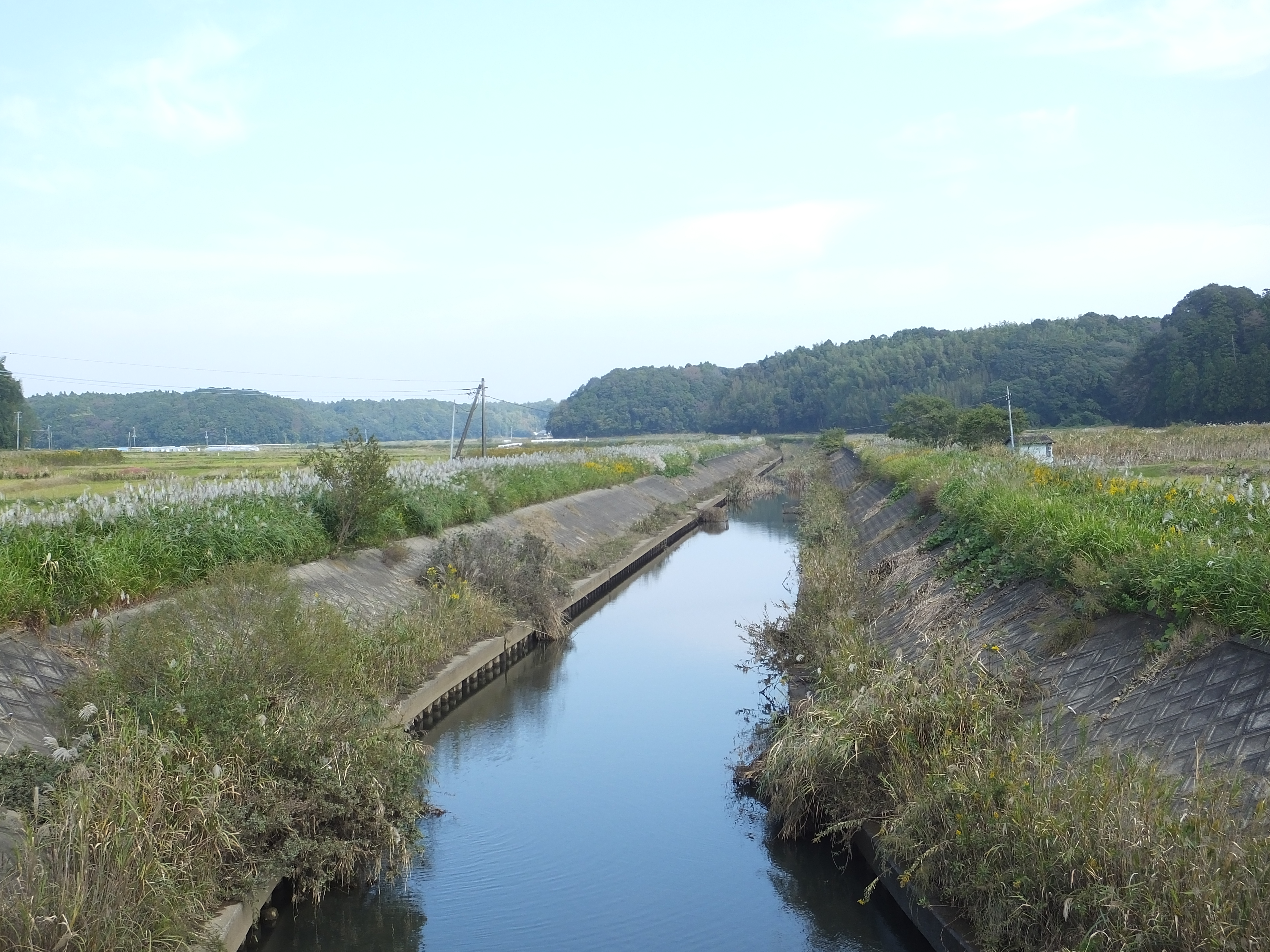
中橋より上流方

師戸川（もろとがわ）は、千葉県印西市を流れる利根川（印旛沼）水系の一級河川。

## 地理
印西市草深の天王前・七軒屋付近に源を発し南東流する。上流部はゆるやかな谷津が形成されており、植生豊かな自然の土手場が残っている。造谷付近を南北に走る市道を境に下流部は一級河川指定区間（6.69km）であり、両岸はコンクリート護岸工事がなされている。旧印旛村域に入ると矢板護岸に変わり、間もなく造谷川（一級河川）が流入する。そして角田付近で角田川を合わせると向きを徐々に南寄りに変え、師戸付近で西印旛沼に注ぐ。印旛沼流入河川の中では極めて流域の人口密度が低い。

## 治水
流域の貯水施設としては、支流の造谷川に造谷川調整池（防災調整池・8.66ha）、角田川に角田川調整池（4.45ha）がある。いずれも千葉ニュータウン事業により設けられたものだが、特に造谷川調整池は牧の原南部（南環状線）一帯の雨水幹線に係わるもので、戸神川の戸神川調整池（千葉ニュータウン中央南部一帯）とともに重要な調整池である。なお造谷川流域と戸神川流域の境界が師戸川上流部付近にあたり、七軒屋地区を境に東西で流入先が異なる。ただ本来ならば造谷川流域である七軒屋周辺一部のニュータウン区域と、戸神川流域である草深天王前（ニュータウン区域外）の2地区のみ師戸川上流水路を通じて師戸川へ流入していたため、水量増大の原因として問題になった。この排水先の振り分けを含むニュータウンの雨水排水設備の整備は2013年（平成25年）度の完了を見込んでいる。戸神川流域に関しても公共下水道事業の進捗により解決を図るとしている。また開発事業終了に合わせ、これらの調整池は2014年（平成26年）3月に千葉県へ移管される予定。

## 主な橋
- 龍ヶ谷橋
- 師戸橋
- 中橋
- 岩戸橋
- 古屋橋
- 寿橋
- しん橋
- 諏訪山下橋
- 谷辺田橋
- おおば橋
- 造谷橋（千葉県道64号千葉臼井印西線）

## 参考資料
- 印旛沼流域健康診断マップ（師戸川流域）
- 千葉ニュータウン事業本部平成25年度北千葉道路外技術支援業務仕様書（UR都市機構）